# Stari grad Polhov Gradec
Stari grad Polhov Gradec (nemško Billichgrätz, Billichgriitz, Pilchgrez) (stari grad) leži na griču imenovanem Stari grad – Kalvarija nad trškim naseljem  Polhov Gradec v Občini Dobrova - Polhov Gradec v  osrčju Polhograjskih Dolomitov, 18 km od Ljubljane.  

## Zgodovina
Grad ali utrdbo so v drugi polovici 12. stoletja pozidali spanheimski ministeriali, vitezi Billichgriitz (Polhograjski). Plemeniti Henrik Polhograjski je v listini iz leta 1261 omenjen kot lastnik gradu (utrdbe) Pilchgrez. Leta 1360 je polovico gradu dobil grof Oton Ortenburški, sredi 14. stoletja so bili lastniki gospoščine sorodniki polhograjskih gospodje Galli. Leta 1364 sta Ulrik Polhograjski in njegov stric Konrad Gall grad in gospoščino prodala Celjskim grofom. Po izumrtju Celjskih oziroma po smrti kneza Ulrika II. Celjskega leta 1456 je tudi polhograjsko gospostvo prešlo v last Habsburžanov. Okoli leta 1470 je izumrla plemiška rodbina Polhograjskih, in Habsburžani so grad z gospoščino kot deželnoknežji fevd dajali vitezom Gašperju Kamniškemu (1474), Lueggerjem, Andreju pl. Gallu do leta 1504 in Gašperju pl. Lambergu. Grad je bil poškodovan med potresoma 1348 in 1511, leta 1514 pa so ga razdejali uporni kmetje. Po tem je bil grad opuščen in sedež gospoščine prenešen na Spodnji grad. Na Starem gradu so kasneje zgradili osmerokotno grajsko senčnico - gloriteto, ki jo je grofica Antonija Blagaj 1853. leta spremenila v kapelo in do nje dala zgraditi štirinajst kapelic s slikami križevega pota - kalvarijo.

## Slikovno gradivo
- Dvorec Polhov Gradec s kalvarijo v ozadju v Valvasorjevi Slavi Vojvodine Kranjske iz leta 1689
- Skica gradu iz 16. stoletja
- Kapela na vrhu Kalvarije, kjer je nekoč stal stari grad